# BB 66900
Les BB 66900 étaient deux anciennes locomotives diesel-électrique prototypes de la SNCF.

## Description
Ces deux machines prototypes, 040 DG 501 et 040 DG 502 jusqu'au 31 décembre 1961, puis BB 66901 et BB 66902 dès le 1er janvier 1962, sont reconnaissables grâce à leurs réservoirs d'air principaux montés sur leurs passerelles côté petit capot. Ces deux engins étaient équipés de moteurs diesel lents de type 8 LVA 24 de la firme Sulzer.

## Services effectuées
- En 1961, la locomotive 040 DG 502 (future BB 66000) a effectué des essais entre Grenoble et Veynes sur la ligne des Alpes
- De 1961 à 1963, trains de voyageurs ou de marchandises sur Valence - Veynes - Briançon
- De 1963 à 1965, trains de voyageurs Paris-Est - Chalindrey et trains de marchandises sur Saint-Dizier, Belfort et Dijon.
- Dès 1970, elles assuraient la traction de trains de marchandises entre Limoges-Montjovis et Puy-Imbert ou Limoges-Bénédictins

## Dépôts titulaires
- Portes-lès-Valence (réceptionnées le 30/01/1961 pour la BB 66901 et le 23/02/1961 pour la BB 66902, puis transfert à Chalindrey en novembre 1963)
- Chalindrey (de novembre 1963 à juin 1965, puis retour à Portes-lès-Valence)
- Portes-lès-Valence (de juin 1965 à septembre 1969, puis transfert à Nîmes)
- Nîmes (de septembre 1969 à 1970, puis transfert à Limoges)
- Limoges (depuis 1970, puis réforme le 1er janvier 1978 de la BB 66901 et à cette même date de 1979 de la BB 66902[1])

## Modélisme
- Aucune reproduction de firme connue réalisée à ce jour.